# Gadzhimurad Rashidov
Gadzjimurad Gazigandovitsj Rasjidov (født 30. oktober 1995) er en russisk bryder som konkurrerer i fristil.
Han repræsenterede ROC under sommer-OL 2020 i Tokyo, hvor han tok bronse i 65 kg.